# タイガー (アルバム)
『タイガー』（Tyger）は、ドイツのロック・グループ、タンジェリン・ドリームが1987年に発表したアルバム。

## 内容
18世紀英国の詩人ウィリアム・ブレイクのヴィジョンを受け継ぐ想像力豊かなアルバム。アルバムのタイトルもブレイクの詩に由来する。収録曲の「タイガー」（Tyger）、「ロンドン」（London）、「スマイル」（Smile）は、ブレイクの『無垢と経験のうた』および『ピカリング原稿』の詩に、タンジェリン・ドリームが独自の解釈で曲をつけたもの。

## 収録曲
1. "Tyger" (5:47)
2. "London" (14:25)
3. "Alchemy Of The Heart" (12:23)
4. "Smile" (6:11)
5. "21st Century Common Man (Part 1)" (4:49) ※CD版のみ
6. "21st Century Common Man (Part 2)" (4:00) ※CD版のみ

## パーソネル
- エドガー・フローゼ
- クリストファー・フランケ
- パウル・ハスリンガー
- ジョセリン・B・スミス - ボーカル（「Tyger」「London」「Smile」）